# Santo Stefano al Mare
Santo Stefano al Mare là một đô thị ở tỉnh Imperia trong vùng Liguria, tọa lạc khoảng 100 km về phía tây nam của Genoa và khoảng 9 km về phía tây nam của Imperia. Tại thời điểm ngày 31 tháng 12 năm 2004, đô thị này có dân số 2.260 người và diện tích là 2,7 km².
Santo Stefano al Mare giáp các đô thị sau: Cipressa, Pompeiana, Riva Ligure, và Terzorio.